# Dicranophragma (Dicranophragma) multipunctipenne
Dicranophragma (Dicranophragma) multipunctipenne is een tweevleugelige uit de familie steltmuggen (Limoniidae). De soort komt voor in het Oriëntaals gebied.